# Conferențiar universitar
Conferențiar universitar este o funcție didactică în învățământul superior din România, superioară celei de lector universitar/șef de lucrări și inferioară celei de profesor universitar. În cercetare, se echivalează cu funcția de Cercetător științific gradul II.

## Condiții pentru ocuparea funcției
Funcția de Conferențiar universitar se ocupă prin concurs. Candidații trebuie să îndeplinească o serie de condițiile minime, care sunt, potrivit legii:
- deținerea diplomei de doctor;
- în cazul învățământului superior medical, deținerea titlului de medic specialist;
- îndeplinirea standardelor minimale propuse de Consiliul Național de Atestare a Titlurilor, Diplomelor și Certificatelor Universitare și adoptate de Ministerul Educației Naționale;
- îndeplinirea standardelor stabilite la nivelul Universității sau facultății.[2]

## Activități desfășurate
Conferențiarul universitar desfășoară activități didactice și de cercetare, potrivit statului de funcții.
Norma didactică a unui conferențiar universitar este de 8 ore convenționale, din care cel puțin 4 activități de predare și poate cuprinde: 
- activități de predare;
- activități de seminar, lucrări practice și de laborator, îndrumare de proiecte de an;
- îndrumarea elaborării lucrărilor de licență;
- îndrumarea elaborării disertațiilor de master;
- îndrumarea elaborării tezelor de doctorat (în cazul deținerii abilitării);
- alte activități didactice, practice și de cercetare științifică înscrise în planurile de învățământ;
- conducerea activităților didactico-artistice sau sportive;
- activități de evaluare;
- tutorat, consultații, îndrumarea cercurilor științifice studențești, a studenților în cadrul sistemului de credite transferabile;
- participarea la consilii și în comisii în interesul învățământului.[3]

O serie de alte activități presupun deținerea cel puțin a funcției de Conferențiar universitar:
- membru în comisii de doctorat;
- membru în organisme consultative ale Ministerului Educației Naționale;
- membru în comisiile pentru concursul de ocupare a funcțiilor de îndrumare și de control ale unui inspectorat școlar;
- membru în comisiile pentru concursul de ocupare a funcțiilor de îndrumare și de control din Ministerul Educației Naționale.[4]